# Kanada sztrájkol
A Kanada sztrájkol (eredetileg angolul Canada on strike) a South Park című rajzfilmsorozat 171. része (a 12. évad 4. epizódja). Elsőként 2008. április 2-án sugározták az Egyesült Államokban. Magyarországon 2009. április 3-án mutatta be a Comedy Central.

## Cselekmény
|  | Alább a cselekmény részletei következnek! |

Az epizód kezdetén az iskolában készülnek megtekinteni egy rövid filmet a „Kanada elfogadása”-nap alkalmából. Miközben vetítik a filmet, Cartman és Craig durva káromkodásokkal illetik a kanadaiakat. Másnap a történteket hallva a Kanadai Világszövetség (World Canadian Bureau) elnöke, Steaven Abootman bejelenti, hogy mivel Kanada nem kapja meg a kellő tiszteletet, ezért sztrájkolni fognak. Elmegy tárgyalni a világszövetséggel de  ekkor már a követelés több pénz. Mivel nem ad több pénzt Kanadának a többi ország, ezért a sztrájk hivatalosan is elkezdődik.
Minden kanadai sztrájkba kezd. Kyle aggódni kezd Ike miatt (aki egy „dudálj, ha támogatod Kanadát!” táblával áll az út mellett), ezért szól a barátainak, hogy csináljanak valamit. Stant, Butterst és Cartmant nem igazán izgatja a sztrájk, de mikor már nyolcadszorra adják le ugyanazt a „Terrance és Phillip show”-t, akkor elhatározzák, hogy véget vetnek a sztrájknak. Elkezdenek tárgyalni Steaven Abootmannal, aki azt hiszi, hogy a fiúk az USA hivatalos tárgyalói, és megállapodnak abban, hogy az interneten megkeresett pénzt megkapja Kanada. A fiúk nem tudják, hogy lehet pénzt keresni az interneten, de Cartmannek van egy ötlete. A fiúk felraknak egy videót, ahol Butters táncol és énekli a "What What in the butt" című zeneszámot. A videó hamarosan az egyik legnézettebb videóvá válik, így a fiúk elmennek felvenni a pénzt érte. A helyszínen találkoznak az összes híres YouTube-videó szereplőjével, akik összevesznek azon, hogy ki a legnagyobb sztár és kiirtják egymást. A fiúk a felvett pénzzel elmennek Steaven Abootmanhez és átadják neki a 10 millió virtuális dollárt. Ekkor Abootman nagyon dühös lesz, de közben hívást kap a világszövetségtől. Reménykedve megkérdi őket, hogy tárgyalni akarnak-e, de csak arról érdeklődnek, hogy ha minden kanadai meghal az éhségsztrájkban, akkor használhatják-e Újfundlandot vidámparknak. Ekkor Kyle átveszi a telefont a síró Steaventől és elkezd tárgyalni a világszövetséggel. Végül megállapodnak, hogy Kanada kap egy kis engesztelési díjat és majd eljátsszák, hogy sokat adtak, hogy úgy látszódjon hogy Abootman jó munkát végzett.
Végül Kanada kap kuponokat a Bennigan's nevű étterembe, és kap minden kanadai egy rágógumit. Stephen Aboutman úgy ünnepel, mintha győztek volna, de ekkor megjelenik Terrance és Phillip, akik kiszámították, hogy a sztrájk 10,4 millió dollár veszteséget hozott Kanadának, és amit kaptak az összesen 3008 dollár. Ekkor Abootman kijelenti, hogy nem a pénzről szól az egész, hanem Kanada tiszteletéről. Ezután a kanadaiak ráteszik Abootmant egy jégtáblára és elküldik Dániába.
|  | Itt a vége a cselekmény részletezésének! |

## Utalások
- Az epizódban sok YouTube-sztárt (internetes mémet) parodizálnak ki, mint például a tüsszentő panda, a nevető baba, az Afro ninja, Numa numa guy, a Star Wars kid, a Csokieső srác, a Teknősember és a Drámai Prérikutya.
- A srácok Butters videóját egy YouToob nevű videós portálra rakják fel. Ez utalás a YouTube-ra.
- Amikor a gyerekek a Tv-t nézik, a Terance és Phillip sorozat ismétlése jelenik meg. Stan megjegyzi, hogy jó nekik az amerikai rajzfilm. Ekkor átkapcsol a Family Guy című sorozatra. Cartman ezt látva odaszalad és elkapcsol, utána ezt kiáltja: Erre nem vagyok rászorulva! Ez utalás a Rajzfilmek háborúja első és második epizódjára, amiben Cartman be akarja tiltani a Family Guy-t, mert mindenki a sorozathoz hasonlítja a gyerek humorát.

## Érdekességek
- A Kanada sztrájkol! című rész az amerikai forgatókönyvírók sztrájkját parodizálja.
- Steaven Abootman sokszor hívja úgy a Kanadai Világszövetséget, hogy WGA, ami a Writers' Guild of America (Amerikai Forgatókönyvírók Szövetsége) rövidítése.
- Az epizódban megjelenik sok híres YouTube-videó főszereplője.
- Az epizódban többször megjelenő tárgyalóteremben felismerhető a magyar zászló is.

## Külső hivatkozások
- Kanada sztrájkol Archiválva 2011. január 2-i dátummal a Wayback Machine-ben a South Park Studios hivatalos honlapon
- Kanada sztrájkol az Internet Movie Database oldalon (angolul)